# William Fox Talbot
William Henry Fox Talbot (ur. 11 lutego 1800 w Melbury Abbas w Dorset, zm. 17 września 1877 w Lacock) – angielski polihistor: archeolog, chemik, botanik, lingwista, matematyk. Jest najbardziej znany jako pionier fotografii czarno-białej – był wynalazcą procesu negatywowego, który umożliwił wykonywanie wielu kopii (w przeciwieństwie do dagerotypu, który nie dawał takich możliwości). Wniósł znaczny wkład w upowszechnienie się fotografii jako formy sztuki (fotografika).

## Życiorys
Był jedynym dzieckiem Williama D. Talbota z Lacock (Lacock Abbey, Wiltshire) i Lady Elizabeth Fox Strangways, córki Lorda Stavordala (Henry Thomas Fox-Strangways, członek Parlamentu). Urodził się w lutym 1800 roku w Dorset, w domu swojej babki ze strony matki. Jego ojciec zmarł w lipcu tegoż roku. Matka wyszła powtórnie za mąż w roku 1804 za kpt. Charlesa Feildinga (później – Rear admiral). Mieli dwie córki (Caroline Augusta, ur. 1804; Henrietta Horatia Maria, ur. 1810).
Uczył się początkowo w Rottingdean School (1808–1811), a następnie w Harrow School oraz prywatnie (korepetycje, 1815–1818). Od roku 1818 studiował w Trinity College na Uniwersytecie Cambridge, który ukończył z wyróżnieniem w roku 1821 (bakalaureat). Master degree otrzymał w University of Cambridge w roku 1825, na podstawie pracy wykonanej u François Arago w Obserwatorium paryskim.
W następnych latach pracował głównie w posiadłości rodowej i w Edynburgu. W latach 1822–1872 często przekazywał do Royal Society swoje prace, głównie z dziedziny matematyki. Jego badania początkowo dotyczyły zjawisk optycznych (które znalazły następnie zastosowanie w odniesieniu do fotografii), ale również innych dziedzin (chemia, fizyka, astronomia, archeologia, literatura…).
W latach 1833–1834 – bezpośrednio po uchwaleniu Representation of the People Act 1832 (Great Reform Act) – był członkiem Parlamentu Brytyjskiego).

## Osiągnięcia naukowe i techniczne

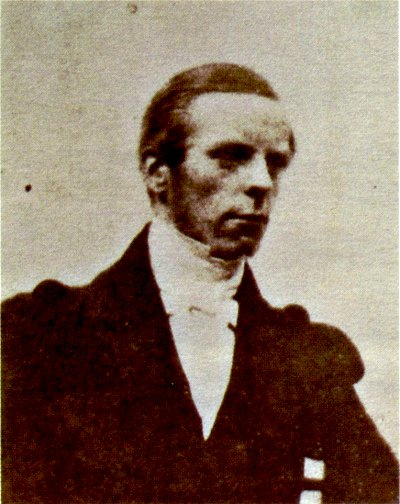
Portret mężczyzny (1843)

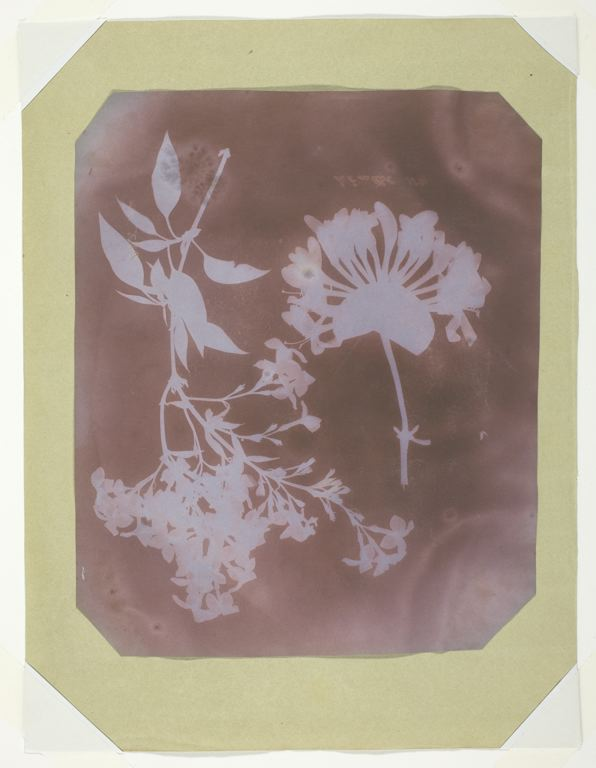
Fotogeniczne rysowanie (1839)

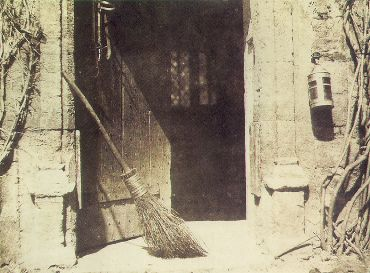
Otwarte drzwi, kalotypia z Pencil of Nature (1844–1846)

### Technika utrwalania obrazów

#### Początki techniki
Wcześnie zainteresował się problemami na pograniczu chemii i fizyki (światło – materia). Już w roku 1826 opublikował w Edinburgh Journal of Science artykuł pt. Some Experiments on Colored Flame, a w roku 1827 artykuł pt. Monochromatic Light w Quarterly Journal of Science oraz  kilka artykułów dotyczących zagadnień chemicznych w Philosophical Magazine (w tym Chemical Changes of Color).
Podczas podróży poślubnej do Włoch w roku 1833 Talbot wpadł na pomysł utrwalania obrazu, który powstawał dzięki camera obscura – przyrządowi optycznemu, który artyści wykorzystywali jako pomoc przy rysowaniu i malowaniu. Po powrocie do Anglii rozpoczął eksperymenty z substancjami światłoczułymi (solą kuchenną i azotanem srebra), którymi pokrywał papier. Na nim kładł liście, pióra itp. i wystawiał na działanie słońca, a w efekcie uzyskiwał ich odbicie. Te partie papieru, które były zakryte, pozostawały jasne; te, na które padało światło, stawały się ciemne. Tak uzyskane przedstawienia nazwał fotogenicznym rysowaniem (photogenic drawing).
W roku 1835 przystąpił do utrwalania obrazów z camera obscura. W tym celu sporządził specjalne aparaty z odpowiednio przygotowanym papierem, które rozstawił wokół Lacock Abbey. Jego pierwsze udane zdjęcie jest niewielkich rozmiarów – ma wymiary 8,3 × 10,7 cm (obecnie jest przechowywane w National Museum of Photography, Film, and Television w Bradford). Przedstawia okna domu, a cienie i światła są w nim odwrócone – jest to bowiem negatyw (termin „negatyw” został stworzony nieco później, w roku 1840, przez Johna Herschela). Talbot uznał odwrócenie tonalne za zaletę swojego wynalazku, gdyż w efekcie z jednego negatywu można było wykonać wiele pozytywów.

#### Ogłoszenie techniki
Talbot na pewien czas porzucił swoje badania, aż w styczniu 1839 z Paryża dotarła do niego informacja o wynalezionym przez Francuza Louis Daguerre'a dagerotypie, który był zupełnie innym sposobem utrwalania obrazów z camera obscura. Daguerre swoje zdjęcia wykonywał przy użyciu innego procesu chemicznego i na innym podłożu – metalowej płytce, podczas gdy Talbot robił fotografie na papierze. Talbot powrócił wówczas do badań. Jego prace zostały zaprezentowane 24 stycznia 1839 przez Michaela Faradaya w Royal Institution. 31 stycznia w Royal Society w Londynie zostało odczytane jego opracowanie, zatytułowane On the Art of Photogenic Drawing, a 21 lutego jego list, opisujący opracowaną przez niego technikę. W ten sposób w jednym roku (1839) ogłoszone zostały publicznie dwa niezależnie powstałe procesy fotograficzne, ale wsparcie, udzielone Daguerre'owi przez francuski rząd i naukowców, spowodowało, że wynalazek Talbota spotkał się z mniejszym zainteresowaniem prasy i społeczeństwa. To jednak metoda Talbota dała początek technice negatywowo-pozytywowej, która zdominowała dalszy rozwój fotografii. Początkowo metoda Talbota była mniej popularna od dagerotypu, gdyż wymagała długiego czasu naświetlania, a otrzymywane odbitki były mniej ostre i wyraźne. Możliwość multiplikacji, która odróżniała technikę Talbota od dagerotypu, nie była postrzegana od razu jako zaleta – przeciwnie, unikatowość dagerotypu postrzegano wówczas jako jego przewagę.
Fotografia na papierze została także wynaleziona we Francji, niezależnie od Talbota, przez Hippolyte'a Bayarda, który również naświetlał papier w aparacie, otrzymując jednak od razu pozytyw. Bayard upublicznił swoje prace wkrótce po pojawieniu się informacji o technice Talbota, ale przed oficjalnym ogłoszeniem Daguerre'a wynalazcą fotografii. Doszło do tego w sierpniu 1839 we Francuskiej Akademii Nauk, gdzie François Arago uznał Daguerre'a za autora nowej techniki, a tym samym Francję za miejsce powstania fotografii: Francja ogłosiła swe prawo do odkrycia i od pierwszych chwil czuła dumę, że może bezinteresownie dać światu tak hojny podarunek. Tym niemniej Brytyjczycy, aby móc skorzystać z wynalazku Daguerre'a, musieli wykupić licencję. W roku 1841 Talbot opatentował swoją metodę, zwaną od jego nazwiska talbotypią lub kalotypią, z gr. kalos – piękny. Naomi Rosenblum napisała w swojej pracy Historia fotografii światowej (2005):

W ten sposób zapoczątkowany został dziesięcioletni okres, w ciągu którego naukowe i artystyczne wysiłki w fotografii wplątane zostały w komercję. Zarówno podczas życia, jak i długo po śmierci Talbot oskarżany był o hamowanie rozwoju fotografii z powodu nieudostępniania, w sposób bezkompromisowy, swych czterech patentów na kalotypię.

Talbot, mając na uwadze konkurencyjny wynalazek Bayarda, postanowił promować kalotypię we Francji. W roku 1843 wyjechał do Paryża, by zademonstrować kalotypię, jednak przedsięwzięcie zakończyło się porażką.
W roku 1844 założył w Reading – wraz ze współpracownikiem, Nicolasem Hennemanem – wydawnictwo, które promowało talbotypię. Wydawana w latach 1844–1846 książka Pencil of Nature zawierała zdjęcia z komentarzami oraz historię i informacje o wynalazku Talbota. Swoje zdjęcia Talbot zamieszczał także w innych publikacjach, m.in. Sun pictures of Scotland i Annals of Artists of Spain (ta druga była pierwszą książką, w której wykorzystano fotograficzne reprodukcje dzieł sztuki).

#### Dalszy rozwój techniki
Choć to dagerotyp początkowo święcił triumfy, jednak i wynalazek Talbota znajdował swoich amatorów, takich jak Szkoci Robert Adamson i David Octavius Hill. Większość artystów francuskich preferowała właśnie kalotypię, gdyż ich zdaniem dawała ona możliwość tworzenia bardziej artystycznych zdjęć: pozwalała na manipulowanie negatywem, wybór odpowiedniego papieru czy retusz.
Talbot w dalszym ciągu ulepszał swoją metodę. Od roku 1840 wykorzystywał możliwość wywoływania utajonego obrazu, co pozwoliło na znaczne skrócenie czasu naświetlania. Dzięki sugestiom Herschela zaczął stosować tiosiarczan sodowy jako utrwalacz. Metodę Talbota rozwijali także inni badacze, m.in. Louis Désiré Blanquart-Evrard i Gustave Le Gray. Wadą fotografii na papierze było ich blaknięcie, co starano się wyeliminować poprzez pokrywanie papieru emulsją z albuminy i soli srebra (tzw. odbitka albuminowa).

### Optyka

#### Prawo Talbota

Tarcza do określania krytycznej częstości migania bodźca świetlnego

Henry Talbot interesował się wrażeniami wzrokowymi powstającymi pod wpływem bodźców przerywanych (światło migające). Poszukiwał odpowiedzi na pytanie, jaka jest krytyczna częstość oddziaływania bodźca, przy której człowiek zaczyna odbierać wrażenie, że bodziec jest ciągły, o mniejszej jaskrawości. Stosował m.in. wirujące tarcze, na których umieszczał wzory – koncentryczne kręgi, podzielone na czarne i białe segmenty o liczbie stopniowo podwajanej – rosnącej w kierunku od centrum do obrzeża krążka. W czasie obracania krążka z rosnącą prędkością dla obserwatora jego pole staje się stopniowo jednolicie szare. Częstość krytyczna jest osiągana najwcześniej w pierścieniu zewnętrznym, a następnie szare pole przesuwa się ku centrum. Eksperymenty umożliwiły:
- wyznaczenie krytycznych częstości migania,
- zależności między jaskrawością pola, obserwowanego przy większej niż krytyczna szybkości migania, a czasem trwania przerw i okresów działania bodźca.

Talbot wykazał istnienie zależności, znanej jako „prawo Talbota”:

Jaskrawość pola oświetlonego bodźcami przerywanymi, o częstości większej od krytycznej, ma się tak do jaskrawości bodźca jak cały okres światła i cienia do czasu trwania bodźca.

W przypadku stosowania krążka Talbota, na którym białe i czarne pola na koncentrycznych pierścieniach mają tę samą długość, jaskrawość ponadkrytyczna jest dwukrotnie mniejsza od jaskrawości bodźca nie przerywanego.

#### Efekt Talbota („dywan Talbota”) i interferometr Talbota

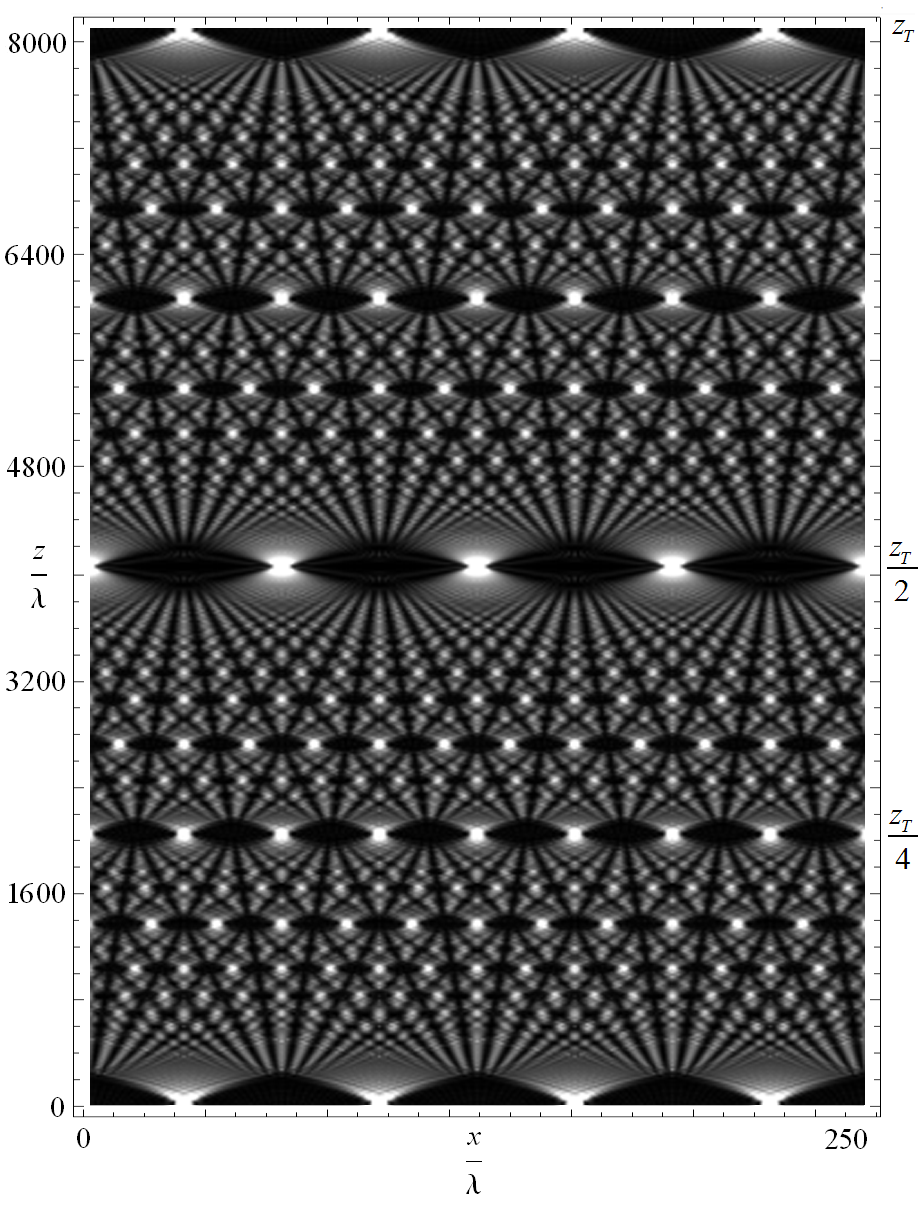
„Dywan Talbota” – przykład samoobrazowania (efekt Talbota)

W roku 1836 Talbot odkrył zjawisko, które jest obecnie nazywane samoobrazowaniem obiektów periodycznych – charakterystycznych wzorów interferencyjnych powstających po przejściu promieniowania przez siatki dyfrakcyjne, które przez ponad 100 lat nie było teoretycznie uzasadnione. Obecne nazwiskiem Talbota określa się zjawisko takiego samoobrazowania (efekt Talbota) oraz odległości między węzłami obrazów, powstających za siatką (np. w czasie badań dyfrakcji w światłowodowych siatkach Bragga, stosowanych współcześnie w telekomunikacji). Odległość Talbota zT wyraża się wzorem
{\displaystyle z_{T}=v\cdot n{\frac {2\cdot d^{2}}{\lambda }}}
gdzie: v – liczba naturalna, n – współczynnik załamania ośrodka, d – okres przestrzenny maski fazowej, λ – długość fali.
Techniki obrazowania, oparte na „efekcie Talbota” (np. X-ray Talbot interferometry, inaczej Grating-based imaging, GBI) znajdują obecnie wiele zastosowań, m.in. w badaniach biologicznych lub paleontologicznych; były też w ostatnich latach przedmiotem wielu publikacji, np.:
- Integer, fractional and fractal Talbot effects (1996)[20],
- Construction of a Talbot Interferometer for phase-contrast imaging (X-ray imaging system)[21],
- Two-Dimensional X-Ray Grating Interferometer[22].

### Inne obszary działalności
Bezpośrednio po zakończeniu studiów Henry Talbot interesował się przede wszystkim matematyką. Już w roku 1822 opublikował w Annales Mathématiques Josepha Gergonna pracę On the Properties of a certain Curve derived from the Equilateral Hyperbola, a następnie wiele kolejnych publikacji o podobnym charakterze. W latach 1836–1837 ukazały się m.in. w Philosophical Transactions dwie części pracy Researches in the Integral Calculus, a prawdopodobnie w roku 1863 XXIV. On Fagnani's theorem.
Inne publikacje Henry'ego Talbota dotyczyły m.in. chemii, fizyki, astronomii, archeologii, literatury. W British Association zaprezentował w roku 1842 raport On the Improvement of the Telescope, a w roku 1871 – On a new Method of Estimating the Distance of Some of the Fixed Stars. Utrzymywał w latach 1820–1844 (z przerwami) kontakt z Giovannim Amicim, z którym nawiązał kontakt zamierzając nabyć mikroskop jego konstrukcji. Uczestniczył w opracowywaniu teleskopu dla geodezji (na spotkaniu Akademii Geograficznej we Florencji Amici wygłosił referat pt. Notizia delle ricerche del Sig. Talbot per imprimere colla luce le immagini degli oggetti sopra la carta).
Część opracowań Henry Talbot prezentował w Royal Society of Literature i Society of Biblical Archeology. Opublikował m.in. Hermes, or Classical and Antiquarian Researches (1838–1839) i Illustrations of the Antiquity of the Book of Genesis (1839). Wspólnie z Rawlinsonem i Hincksem odczytywał pierwsze znaki pisma klinowego z glinianych tabliczek z Niniwy (Assyrian Texts translated, 1856). Jest również autorem English Etymologies (1846).

## Publikacje (wybór)
Publikacyjny dorobek jest niezwykle obszerny i zróżnicowany tematycznie (wynikiem wyszukiwania w bazach worldcat i books.google.pl są setki pozycji). Spośród tych prac są wyróżniane wydawnictwa dotyczące fotografii i fotografiki, w tym albumy zdjęć H. Talbota. Luminous-Lint – portal poświęcony tej tematyce – prezentuje wybór:
- 1933 – Selected Texts and Bibliography (Boston: G. R. Hall),
- 1839 – Some Account of the Art of Photogenic Drawing or the Process by Which Natural Objects May be Made to Delineate Themselves Without the Aid of the Artist’s Pencil (London: R. i J.E. Taylor),
- 1839 – Photogenic Drawing. Some Account of the Art of Photogenic Drawing, or the Process by which Natural Objects may be made to delineate themselves without the aid of the Artist's Pencil (The Athenaeum, no. 589, pp. 114–117),
- 1844 – Pencil of Nature (London: Longman, Brown, Green, & Longmans)[9]; wznowienia: 1969, 1989,
- 1845 – Sun Pictures in Scotland (London),
- 1847 – Improvement in Photographic Pictures (United States Patent Office),
- 1864 – On Photography without the use of Silver (The British Journal of Photography, vol. 11, pp. 494–495).

## Wyróżnienia, odznaczenia, upamiętnienie
Hary Fox Talbot został wybrany na członka:
- 1822 – Royal Astronomical Society,
- 1831 – Royal Society,
- 1858 – Royal Society of Edinburgh.

Otrzymał tytuły i medale:
- 1837 – Royal Society Bakerian lecturer,
- 1838 – Royal Medal,
- 1842 – Rumford Medal.

Na cześć Henry'ego Talbota nazwano jeden z kraterów księżycowych – „Crater Talbot”, asteroidę (3151) Talbot, „efekt Talbota”, „prawo Talbota”, „krzywą Talbota” – jedną z hiperbol. Pamięć o jego życiu i dokonaniach jest utrwalana w salach wystawowych współczesnego Lacock Abbey.

## Życie rodzinne

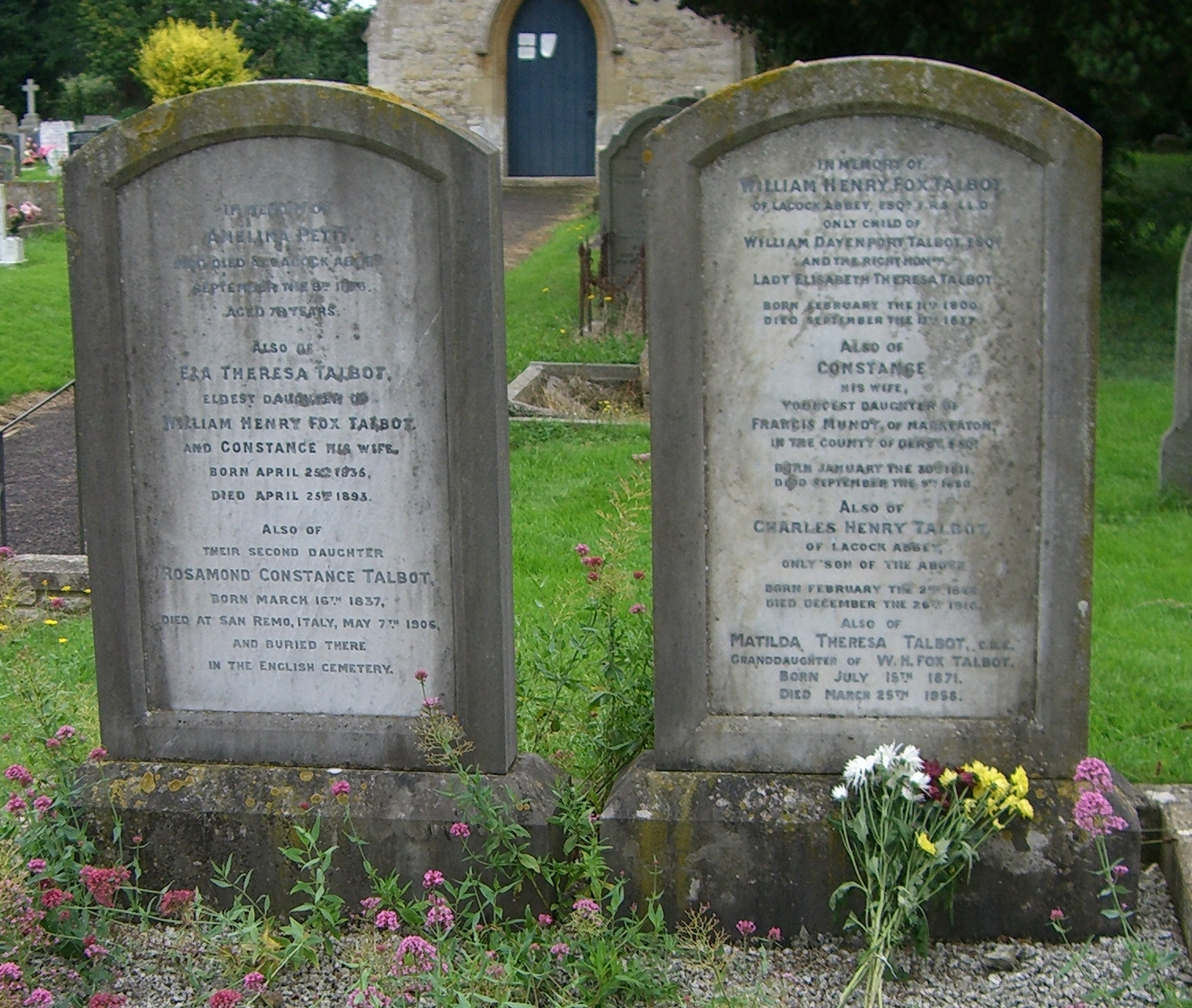
Nagrobek rodziny Fox Talbot na cmentarzu w Lacock

Żoną Henry'ego Talbota była Constance Mundy Talbot, najmłodsza córka Francisa Mundy'ego (Derbyshire), członka Parlamentu Brytyjskiego. Żona i przyrodnia siostra Henry'ego Talbota, Caroline, brały udział w podróży do Włoch. W czasie pobytu nad jeziorem Como wszyscy korzystali – z różnym powodzeniem – z camera lucida. Własne niepowodzenia skłoniły Talbota do podjęcia poszukiwań innych sposobów utrwalania obrazów.
Constance i Henry Talbot mieli trzy córki (Ela Theresa ur. 1835, Rosamond Constance ur. 1837 i Matilda Caroline ur. 1839) oraz jednego syna (Charles Henry Talbot ur. 1842). Constance Talbot zmarła w roku 1846, a jej mąż w roku 1877. Oboje zostali pochowani w rodzinnym grobowcu na cmentarzu w Lacock.